# Línguas malaio-polinésias nucleares
As línguas malaio-polinésias nucleares formam o ramo malaio-polinésio da família linguística austronésia que, se acredita, teria se dispersado a partir de um possível território original nas ilhas Celebes. Neste caso, nuclear tem o sentido de central.
O malaio-polinésio nuclear se divide em dois ramos:
- As línguas malaio-polinésias ocidentais, também conhecidas como línguas Sunda-Sulawesi ou Hesperonianas do Interior, que incluem os idiomas falados nas Celebes e nas Grandes Ilhas da Sonda, assim como línguas isoladas geograficamente como o chamorro e o palauano.
- As línguas malaio-polinésias centro-orientais, que incluem as línguas faladas nas regiões a leste (as Pequenas Ilhas da Sonda, Halmahera, Molucas, Nova Guiné e demais ilhas do Pacífico.